# Ноэ, Гаспар
Гаспа́р Ноэ́ (фр. Gaspar Noé; род. 27 декабря 1963, Буэнос-Айрес, Аргентина) — французский и аргентинский кинорежиссёр и сценарист. Мировую известность получил в 2002 году после выхода фильма «Необратимость» с Моникой Беллуччи и Венсаном Касселем в главных ролях. Неоднократный участник конкурсных программ ведущих международных кинофестивалей.

## Биография
Родился в Буэнос-Айресе в семье художника испанского происхождения Луиса Фелипе Ноэ (исп. Luis Felipe Noé) и социальной работницы Норы Мёрфи (исп. Nora Murphy). Детство провёл в Буэнос-Айресе и Нью-Йорке, в 12 лет вместе с родителями переехал во Францию, в Париж. В 17 лет поступил в Колледж Луи Люмьера, окончил его, однако вместо занятия кинематографом решил продолжить образование на факультете философии в Университете Парижа.
В 1985 году устроился на должность ассистента аргентинского режиссёра Пино Соланаса на съёмках фильма «Танго. Изгнание Гарделя». На съёмках познакомился со своей будущей женой Люсиль Хадзихалилович. Немногим позже снял свою первую 18-минутную картину «Тингарелла ди Луна». В 1988 году вновь выступил в роли ассистента при съёмках фильма Пино Соланаса «Юг».
В 1991 году снял короткометражный фильм «Падаль», который принял участие в ряде конкурсных программ Каннского фестиваля и заслужил положительные отзывы критиков. К 1993 году решил снять расширенную версию этого фильма, однако, столкнувшись с проблемой финансирования, отказался от задуманного. В 1995 году пробовал себя в качестве клипмейкера и редактора телевизионных программ на канале Canal+. В 1997 году по просьбе своего друга, режиссёра Яна Кунена, сыграл эпизодическую роль в фильме «Доберман».
В 1998 году снял первый полнометражный фильм «Один против всех». Фильм был представлен в Каннах в 1998 году, где выиграл премию Mercedes-Benz Award, а также специальную премию, учреждённую рядом журналистов Франции.
В августе 2001 года закончил съёмки фильма «Необратимость», главные роли в котором сыграли Моника Беллуччи, Венсан Кассель и Альбер Дюпонтель. Фильм представляет собой нарезку из тринадцати эпизодов различной длины. Это история беременной женщины и её бойфренда, рассказанная в обратном хронологическом порядке: от трагического финала зритель движется к моменту, когда герои были счастливы и безмятежны. На протяжении картины периодически звучит фраза, которая в финале и подводит ему итог: «Время разрушает все» («Le temps detruit tout»). Показанный в 2002 году в рамках конкурсной программы на Каннском фестивале, фильм вызвал скандал из-за наличия двух сцен: девятиминутного изнасилования (снятого одним планом) героини Алекс (Моники Беллуччи) и жестокого убийства клиента гей-клуба.
В 2006 году в рамках проекта «8», объединившего усилия 8 режиссёров для привлечения внимания к восьми целям развития тысячелетия, снял документальный фильм об эпидемии СПИДа в государстве Буркина-Фасо.
В 2009 году снял фильм «Вход в пустоту», повествующий о ночной танцовщице и путешествующем между жизнью и смертью наркоторговце. События фильма происходят в Токио. Премьера черновой версии состоялась в рамках Каннского фестиваля 2009 года. Фильм вышел на киноэкраны в 2010 году, причём в Великобритании и США демонстрировалась сокращённая версия.
С начала 2011 года режиссёр работал над созданием одного из эпизодов фильма под названием «Семь дней в Гаване», который вышел на экраны в 2012 году (сорежиссёры фильма Бенисио Дель Торо, Пабло Траперо, Элиа Сулейман, Хулио Медем, Хуан Карлос Табио, Лоран Канте).
В одном из интервью сообщил, что собирается снять эротический фильм в формате 3D. Этот проект был осуществлён в 2014—2015 году, когда был снят и представлен публике фильм «Любовь» (Love). Премьера состоялась на Каннском кинофестивале, вне конкурса; как обычно в случае с Ноэ, картина вызвала полярные мнения. Это история про молодого американца Мерфи, который приехал в Париж, мечтая стать режиссёром. В этом городе он встретил женщину по имени Электра, которую полюбил, но оставил из-за того, что другая его любовница, Оми, вовлечённая им и Электрой в эротические игры, случайно забеременела. Электра, узнав о беременности Оми, со скандалом уходит от Мерфи, а тот создаёт с Оми (которая вскоре становится ненавистна) некое подобие семьи. Два года спустя он все ещё не в силах забыть Электру, и пытается выяснить, что с ней случилось за то время, что они не общались (по некоторым сведениям, она могла покончить с собой); осознавая, что любовь к Электре была главным, что случилось в его жизни, он не может найти себе места. В фильме содержится множество предельно откровенных эротических сцен, при этом актёры на самом деле занимались сексом перед камерой, а не имитировали его.
Кроме того, режиссёр увлечён идеей создания документального кино.
В мае 2018 года на Каннском кинофестивале состоялась премьера его новой картины «Экстаз». Фильм получил престижную премию Art Cinema Award (премия Международной конфедерации художественного кино, C.I.C.A.E.), которая является главной наградой в программе «Двухнедельник режиссёров».

## Фильмография
| Год  |   | Русское название               | Оригинальное название              | Роль                |
| ---- | - | ------------------------------ | ---------------------------------- | ------------------- |
| 1998 | ф | Один против всех               | Seul contre tous                   | режиссёр, сценарист |
| 2002 | ф | Необратимость                  | Irréversible                       | режиссёр, сценарист |
| 2009 | ф | Вход в пустоту                 | Enter the Void                     | режиссёр, сценарист |
| 2015 | ф | Любовь                         | Love                               | режиссёр, сценарист |
| 2018 | ф | Экстаз                         | Climax                             | режиссёр, сценарист |
| 2019 | ф | Вечный свет                    | Lux Æterna                         | режиссёр, сценарист |
| 2020 | ф | Необратимость: полная инверсия | Irréversible - Inversion Intégrale | режиссёр, сценарист |
| 2021 | ф | Вихрь                          | Vortex                             | режиссёр, сценарист |